# Omaha Nighthawks
Omaha Nighthawks es un equipo profesional de fútbol americano con sede en Omaha, Nebraska, participa en la United Football League, ingreso a la liga en la temporada 2010 como franquicia de expansión. Jugara sus partidos de local en el TD Ameritrade Park Omaha a partir de la temporada 2011.
En enero de 2011 se confirmó como entrenador en jefe a Joe Moglia.

## Récords temporada por temporada
| Temporada | G | P | E | Pct.  | Lugar         | Postemporada | Premios |
| 2010      | 3 | 5 | 0 | 0.375 | 5°            |              |         |
| 2011      | 1 | 2 | 0 | 0.333 | en desarrollo |              |         |
| Total     | 4 | 7 | 0 | 0.364 | 4°            |              |         |

## Historial Entrenador en Jefe
| Año(s) | Nombre           | Marca | Pct   | Notas |
| ------ | ---------------- | ----- | ----- | ----- |
| 2010   | Jeff Jagodzinski | 3-5   | 0.375 |       |
| 2011   | Joe Moglia       | 1-2   | 0.333 |       |

## Marca vs. oponentes
| Equipo                    | G | P | E | Pct.  | PF | PC |
| ------------------------- | - | - | - | ----- | -- | -- |
| Florida Tuskers           | 0 | 2 | 0 | 0.000 | 24 | 58 |
| Hartford Colonials        | 2 | 0 | 0 | 1.000 | 46 | 40 |
| Las Vegas Locomotives     | 0 | 3 | 0 | 0.000 | 30 | 76 |
| Sacramento Mountain Lions | 2 | 1 | 0 | 0.667 | 56 | 88 |
| Virginia Destroyers       | 0 | 1 | 0 | 0.000 | 13 | 23 |